# Port lotniczy Mitylena
Port lotniczy Mitylena (IATA: MJT, ICAO: LGMT) – międzynarodowy port lotniczy położony w Mitylenie, na wyspie Lesbos, w Grecji. Lotnisko zostało sprywatyzowane i od 11 kwietnia 2017 roku przez 40 lat, operatorem zarządzającym portem jest niemiecka spółka Fraport. W lutym 2020 roku zostało otwarte nowe lotnisko które może obsłużyć więcej pasażerów w skali roku.

## Linie lotnicze i połączenia
| Linia lotnicza               | Kierunek                                                                         |
| ---------------------------- | -------------------------------------------------------------------------------- |
| Aegean Airlines              | 1. Ateny 2. Saloniki (od 29 października 2023)                                   |
| Braathens Regional Airlines  | Sezonowe czartery: 1. Kopenhaga                                                  |
| Brussels Airlines            | Sezonowo: 1. Bruksela                                                            |
| Corendon Dutch Airlines      | Sezonowo: 1. Amsterdam                                                           |
| Jet2.com                     | Sezonowo: 1. Birmingham (od 26 maja 2024) 2. Londyn-Stansted 3. Manchester       |
| Olympic Air                  | 1. Saloniki (do 27 października 2023)                                            |
| Scandinavian Airlines System | Sezonowe czartery: 1. Kopenhaga 2. Oslo-Gardermoen 3. Sztokholm-Arlanda          |
| Sky Express                  | 1. Ateny 2. Chios 3. Lemnos 4. Rodos 5. Samos 6. Saloniki Sezonowo: 1. Heraklion |
| TUI fly Belgium              | Sezonowo: 1. Bruksela                                                            |
| TUI fly Netherlands          | Sezonowo: 1. Amsterdam                                                           |